# Johann Caspar Hornschuch
Johann Caspar Hornschuch (* 15. Juli 1737 in Albertshofen; † 16. April 1794 in Billinghausen) war ein deutscher lutherischer Geistlicher sowie ein Pionier der Bienenzucht und des Spargelbaus.
Er war einer der Söhne des Lehrers Johann Jakob Hornschuch (1713–1772) und wurde von Vater nach der Errettung aus verschiedenen Unglücksfällen im Kindesalter für eine theologische Laufbahn bestimmt. Er war zunächst Vikar in Taschendorf und trat 1763 als Hofkaplan und Pfarrer von Ziegenbach in die Dienste der Grafen Castell in Castell. Dort heiratete er 1765 die Maria Christina Charlotta Knoll (1740–1827). Der Ehe entstammten sieben Kinder. Der älteste Sohn Carl Heinrich Friedrich Hornschuch (1766–1839) erlangte in Kitzingen als Stifter Bedeutung. 1774 wechselte Hornschuch als Pfarrer nach Billinghausen, wo er 1794 verstarb.
Verdienste hat Hornschuch insbesondere dadurch erlangt, dass er in Castell die Bienenzucht eingeführt und in Billinghausen als erster Spargel angebaut hat.